# Artur Balazs
Artur Krzysztof Balazs (ur. 3 stycznia 1952 w Ełku) – polski polityk, rolnik i działacz opozycji antykomunistycznej w PRL. Poseł na Sejm X, I, III i IV kadencji, senator III kadencji, minister-członek Rady Ministrów w latach 1989–1991 i 1991–1992, minister rolnictwa i gospodarki żywnościowej, a następnie minister rolnictwa i rozwoju wsi w latach 1999–2001.

## Życiorys

### Wykształcenie i praca zawodowa
Od strony ojca ma pochodzenie węgierskie; jego dziadek Sándor, rotmistrz węgierskich huzarów, zawarł związek małżeński z polską ziemianką pochodzącą spod Lwowa. Ukończył w 1985 studia na Wydziale Zootechnicznym Akademii Rolniczej w Szczecinie. Wcześniej od 1974 przez dwa lata pracował jako kierownik służby rolnej w Urzędzie Gminy Wolin. W 1976 zajął się prowadzeniem wielkoobszarowego indywidualnego gospodarstwa rolnego.

### Działalność publiczna
W latach 1978–1980 należał do Polskiej Zjednoczonej Partii Robotniczej. W 1980 wraz z Piotrem Baumgartem założył szczecińskie struktury NSZZ „Solidarność” Rolników Indywidualnych. Od początku zasiadał we władzach tego związku. Wchodził w skład komitetu strajkowego protestu w Ustrzykach Dolnych, którego uczestnicy domagali się rejestracji rolniczej „Solidarności”. Następnie był sygnatariuszem porozumień rzeszowsko-ustrzyckich. W stanie wojennym został internowany i przetrzymywany w Goleniowie. Zwolniono go w lipcu 1982.
We wrześniu 1982 został ponownie aresztowany pod zarzutem wydawania nielegalnego pisma „Solidarność Wiejska”. W areszcie przebywał do grudnia tego samego roku. W 1986 został członkiem Prezydium Tymczasowej Krajowej Rady Rolników „Solidarność” odpowiedzialnym za współpracę rolniczej „Solidarności” ze NSZZ „Solidarność”.
Uczestniczył w obradach Okrągłego Stołu w podzespole do spraw rolnictwa, zespole do spraw pluralizmu związkowego oraz grupie roboczej do spraw ustawy o związkach zawodowych rolników indywidualnych. Był członkiem Komitetu Obywatelskiego „Solidarność”. W latach 1991–1998 był prezesem zarządu Europejskiej Fundacji Rozwoju Wsi Polskiej.
W latach 1989–1993 i 1997–2005 sprawował mandat posła Sejmu X, I, III, IV kadencji. Od 1995 do 1997 był senatorem III kadencji, wybranym w wyborach uzupełniających w województwie szczecińskim po rezygnacji Bodo Englinga. Pełnił funkcję ministra-członka Rady Ministrów ds. warunków życia na wsi w rządzie Tadeusza Mazowieckiego, ministra-członka Rady Ministrów ds. kontaktów politycznych w gabinecie Jana Olszewskiego i ministra rolnictwa w rządzie Jerzego Buzka.
Po krótkich związkach z Unią Demokratyczną (1990–1991) współorganizował Polskie Stronnictwo Ludowe „Solidarność”, przekształcone potem w Stronnictwo Ludowo-Chrześcijańskie, w którym pełnił funkcję przewodniczącego. W 1997 wraz z Aleksandrem Hallem doprowadził do powstania Stronnictwa Konserwatywno-Ludowego, z którym przystąpił do Akcji Wyborczej Solidarność. Do Sejmu IV kadencji wszedł z okręgu szczecińskiego z listy Platformy Obywatelskiej. W listopadzie 2001 wystąpił z jej klubu parlamentarnego i współtworzył koło poselskie SKL. W styczniu 2002 objął funkcję prezesa partii Stronnictwo Konserwatywno-Ludowe – Ruch Nowej Polski, kierował nią do samorozwiązania w grudniu 2003 (oficjalnie pozostawał prezesem jeszcze przez pewien okres, zanim partia została wyrejestrowana).
W 2005 nie kandydował do parlamentu. W styczniu 2006 został doradcą Samoobrony RP. Reprezentował to ugrupowanie w rozmowach koalicyjnych z Prawem i Sprawiedliwością. W 2007 reaktywował SKL, do grudnia 2009 pełnił funkcję jego prezesa. Potem formalnie wystąpił z partii, pozostając z nią związanym. W 2010, podobnie jak SKL, poparł Bronisława Komorowskiego z PO w wyborach prezydenckich.
W 2011 bez powodzenia kandydował do Senatu z własnego komitetu w okręgu nr 98, m.in. z poparciem PiS, uzyskując 41 301 głosów i zajmując trzecie miejsce spośród czterech kandydatów. W 2014 podjął współpracę z Polską Razem Jarosława Gowina, w której struktury włączyło się wówczas reaktywowane przez niego wcześniej SKL. W wyborach prezydenckich w 2015 poparł jednak ponownie Bronisława Komorowskiego, a w 2020 prezesa PSL Władysława Kosiniaka-Kamysza.
Od 2013 był konsulem honorowym Węgier w Szczecinie. Zrezygnował z tej funkcji w marcu 2022, motywując swoją decyzję próbą usprawiedliwiania w jego ocenie przez Węgry rosyjskiej inwazji na Ukrainę.

## Odznaczenia i wyróżnienia
W 2005, za wybitne zasługi w działalności na rzecz Fundacji Europejski Fundusz Rozwoju Wsi Polskiej, został odznaczony przez prezydenta Aleksandra Kwaśniewskiego Krzyżem Oficerskim Orderu Odrodzenia Polski. W 2012 prezydent Bronisław Komorowski odznaczył go Krzyżem Wolności i Solidarności. Otrzymał tytuł honorowego obywatela gminy Mszana Dolna (1996) oraz gminy Golczewo (2004).